# 충주 원평리 삼층석탑
충주 원평리 삼층석탑(忠州 院坪里 三層石塔)은 충청북도 충주시 원평리에 있는 삼층석탑이다. 이 석탑이 있는 곳은 6세기 전반기인 신라 법흥왕 때 창건한 ‘선조사(宣朝寺)’라는 사찰이 있었던 곳이라 전해진다. 2004년 4월 2일 충청북도의 유형문화재 제235호로 지정되었다.

## 개요
6세기 전반기인 신라 법흥왕때 창건한 ‘선조사(宣朝寺)’라는 유명한 사찰이 있었던 곳이라 전해지고 있으며 병자호란때 소실된 것으로 구전되고 있다. 이곳 마을 이름은 ‘미륵댕이’로 예부터 불교와 깊은 관련이 있던 곳으로 추정된다.
이 석탑은 옥개석의 낙수면 전각(轉角)의 경쾌함과 탑신의 단아함 등에서 볼 때 신라 석탑 양식을 따른 고려시대의 수작(秀作)으로 기단 면석에 부조한 향로와 탑신에 사자(獅子)의 형상으로 여겨지는 조식은 찾아 볼 수 없는 희귀한 양식이다.
네모꼴의 자연석 위에 기단을 조성하였고 기단의 남북 면석에 우주를 표현하였다. 기단면에는 세발 향로와 우주가 표현되었고 1층 탑신에는 네 면에 사자상(獅子像)으로 여겨지는 동물상이 큼직하게 새겨져 있다.
옥개석의 층급받침은 3단이며 추녀의 모습이 단아하고 상륜부에는 노반만 남아 있으며 3층 옥개석은 현재 없다.
1층 탑신 가운데에는 뒷발을 딛고 선 사자 모양이 양각되어 있고 기단부의 남북면 중앙에는 높이 60cm 크기의 세발 향로를 양각하였다.
탑신괴임을 마련하고 옥개석 추녀의 시원스런 표현 등 신라석탑 양식을 따르고 있다.
기단 면석 및 탑신에 조형된 향로와 동물상은 희귀한 예이며 신라 석탑 양식을 잘 따른 고려시대의 수작(秀作)으로 고려시대 탑파양식의 변화와 관련된 연구자료로 가치가 크다.

## 참고 자료
- 충주 원평리 삼층석탑 - 국가유산청 국가유산포털